# Selenter See
Selenter See – jezioro w Niemczech, w kraju związkowym Szlezwik-Holsztyn. Powierzchnia tego jeziora wynosi 22,4 km².